# バッファロー (駆逐艦母艦)
|          |                            |
| 艦歴     |                            |
| 発注     |                            |
| 起工     |                            |
| 進水     | 1892年                     |
| 就役     | 1898年9月22日              |
| 退役     | 1922年11月15日             |
| 除籍     | 1927年5月27日              |
| その後   | 1927年9月売却              |
| 性能諸元 |                            |
| 排水量   | 6,530トン                  |
| 全長     | 406.1 ft (124 m)           |
| 全幅     | 48.3 ft (14.7 m)           |
| 吃水     | 20.8 ft (6.3 m)            |
| 機関     |                            |
| 最大速   | 14.5ノット (27 km/h)       |
| 乗員     | 士官、兵員350名            |
| 兵装     | 5インチ砲2門、4インチ砲4門 |

バッファロー (USS Buffalo, AD-8) は、アメリカ海軍の補助巡洋艦。その名を持つ艦としては2隻目。後に駆逐艦母艦に改修された。

## 艦歴
バッファローはエル・シド (El Cid) としてバージニア州ニューポート・ニューズのニューポート・ニューズ造船・ドライドック社で1892年に建造された。6ヶ月後にブラジルに売却、ニッテロイ (Nichtheroy) と改名された。1898年7月11日にアメリカ海軍がブラジル政府から購入、バッファロー (USS Buffalo) と改名、就役した。1週間後にニューヨーク海軍工廠で補助巡洋艦として改修され、1898年9月22日に艦長J・W・ハンプヒル中佐の指揮下完全就役した。
バッファローの最初の巡航は1898年12月7日から1899年5月7日まで行われ、ニューヨークから東に向かいマニラに到着、帰還した。到着後1899年7月3日に予備役となる。1900年4月2日に再就役し訓練艦任務に従事した。訓練艦としてバッファローは各地に巡航した。アジア艦隊の交代要員を乗せてフィリピンへ4度の航海（1900年4月24日-10月20日、1900年12月24日-1901年5月13日、1902年6月5日-10月13日、1903年12月17日-1904年7月14日）を行う。メア・アイランドで終了した最後の航海を除いて全てが東海岸の港を発着した。最後の航海でバッファローは第1水雷小艦隊を護衛してマニラに向かった。1904年9月12日から11月23日まで太平洋を巡航し、その後メア・アイランドに帰還した。
バッファローは1905年4月から1906年11月17日までメア・アイランドで予備役状態で保管され、その後1915年まで太平洋での輸送任務に従事した。1909年12月17日から20日まで中国海域でアジア艦隊と共に活動する。その後1914年11月14日から12月4日までメキシコ海域で作戦活動に従事した。1915年1月27日から11月29日までメア・アイランドで予備役状態で保管され、その後太平洋艦隊に再合流した。
1916年、バッファローは再びメキシコ海域で活動し、1917年5月から8月まで特別外交使節団をロシアへ輸送した。帰還するとフィラデルフィア海軍工廠に入渠し、駆逐艦母艦への改装が行われ艦番号も AD-8 に変更された。作業は1918年6月に完了し、ロードアイランド州ニューポートで水雷機材を積み込み出航、バミューダを経由してフランスのブレストへ向かった。続いてジブラルタルへ移動し、同地で駆逐艦および駆潜艇の母艦および修理任務に従事した。1919年2月から9月までバッファローはポンタ・デルガダでアゾレス諸島分遣隊に対して同様の任務に従事し、その後ニューヨークに帰還した。
1919年12月31日、バッファローはサンディエゴに到着し、太平洋艦隊第5および第11駆逐戦隊に対して母艦および修理艦の任務を提供した。1921年11月にアジア艦隊駆逐戦隊に対しての母艦任務をアジアステーションで行うよう命じられ、12月にマニラに到着した。1922年の夏は艦隊と共に中国海域を巡航し、9月に横浜に到着した。1922年10月8日に西海岸に帰還し、11月15日にサンディエゴで退役した。バッファローは宿泊艦として使用され、1927年5月27日に除籍された。その4ヶ月後に売却された。